# Alexandra Grey
Alexandra Elisha Grey (Chicago, 1 de gener de 1991) és una actriu i cantant estatunidenca, coneguda pel seu paper com a Elizah Edwards en la sèrie Transparent.

## Biografia
Nascuda a Chicago, va créixer en una família d'acollida. Grey, una dona trans, sabia que volia ser una noia des dels quatre anys, però no sabia com discutir això amb els seus pares adoptius: "A la comunitat afroamericana, això no se'n pot ni parlar".
Després de graduar-se, Grey inicialment va explicar als seus pares adoptius que era homosexual i es van mostrar reticents a acceptar la seva sexualitat. En dir-lis que era transgènere, la van expulsar de casa. Es va traslladar de Chicago a Los Angeles, i va viure en un refugi per a persones LGBT sense llar fins que va estalviar prou diners per aconseguir un habitatge propi. Va estudiar teatre a la Universitat Estatal de Califòrnia a Northridge.

## Carrera
Grey es va traslladar a Los Angeles amb l'esperança de començar la carrera de cantant o actriu. El 2016 va ser escollida per interpretar el paper d'Elizah Edwards a la tercera temporada de Transparent.
Grey també va aparèixer com a actriu convidada en la segona temporada de la sèrie mèdica de la CBS Code Black i en la quarta temporada de la sèrie de Comedy Central Drunk History, on va interpretar l'activista pels drets LGBT Marsha P. Johnson. El 3 de juny de 2016 es va anunciar que va ser seleccionada amb Michael K. Williams i Phylicia Rashad per la minisèrie d'ABC When We Rise. La tardor de 2016 va interpretar Denise Lockwood a la sèrie Chicago Med. També ha estat convidada pel drama legal Doubt.
Com a cantant, Grey va ser telonera de la cantautora Zara Larsson l'octubre de 2016.

## Filmografia

### Televisió
| Any  | Títol         | Paper             | Notes                                    |
| ---- | ------------- | ----------------- | ---------------------------------------- |
| 2015 | Glee          | Erica             | Episodi: "Transitioning"                 |
| 2015 | Chasing Life  | Kenya Martin      | Episodi: "As Long as We Both Shall Live" |
| 2016 | Transparent   | Elizah Edwards    | Episodi: "Elizah"                        |
| 2016 | Code Black    | Beth              | Episodi: "Life and Limb"                 |
| 2016 | Chicago Med   | Denise Lockwood   | Episodi: "Natural History"               |
| 2016 | Drunk History | Marsha P. Johnson | Episodi: "Bar Fights"                    |
| 2017 | When We Rise  | Seville           | Principal                                |
| 2017 | Doubt         | Delilah Johnson   | Convidada                                |